# دنیلو بسکورووینی
دنیلو بسکورووینی (اوکراینی: Данило Леонідович Бескоровайний؛ زادهٔ ۷ فوریهٔ ۱۹۹۹) بازیکن فوتبال اهل اوکراین است.
از باشگاه‌هایی که در آن بازی کرده‌است می‌توان به باشگاه فوتبال داک ۱۹۰۴ دونایسکا استردا اشاره کرد.
وی همچنین در تیم ملی فوتبال زیر ۲۰ سال اوکراین بازی کرده‌است.